# Anneli Wirtén
Greta Anneli Maria Wirtén, tidigare Lundgren, född 14 augusti 1962 i Nederluleå församling, Norrbottens län, är en svensk jurist och ämbetsman. Mellan 1 mars 2020 och 18 augusti 2024 var hon generaldirektör för Sveriges geologiska undersökning, SGU.

## Biografi
Wirtén var mellan 2011 och 2019 länsråd på Länsstyrelsen i Jönköpings län samt även tillförordnad landshövding under två perioder.  Wirtén har också varit huvudsekreterare och programansvarig för EU:s strukturfondsprogram Mål 5b Gotland samt Mål 2 Öarna. 
Wirtén är gift och har tre barn.  Maken Håkan Wirtén är generaldirektör vid Sveriges meteorologiska och hydrologiska institut, SMHI.